# Valentin Trotzendorf
Valentin Trotzendorf (eredetileg Valentin Friedland; (Trotzendorf (Görlitz mellett), 1490. február 14. – Liegnitz, 1556. április 26.) német pedagógus, aki a goldbergi iskolája révén a 16. század egyik legnagyobb hatású nevelője voltf.

## Életpályája
Eredeti neve Valentin Friedland volt, csak szülőhelyéről nevezték őt Trotzendorfnak. Édesapja földműves volt. 16 éves  korában a görlitzi iskolába került. Szülei halála után örökségét eladta és annak árával 1513-ban a lipcsei egyetemre ment , ahol  a latin és görög irodalmat tanulmányozta. 1516-ban görlitzi tanító lett, ám 1518-ban hivatalát letette és Wittenbergbe ment, ahol megismerkedett Philipp Melanchthonnal. Később az egyetemen, mint docens, szentírásmagyarázati leckéket tartott. 1523-ban Goldbergbe ment az ottani iskola megszervezése érdekében. Trotzendorf vállalkozása azonban nem volt sikeres - Trotzendorf idejét goldbergi tartózkodása   inkább a schwenkfeldiánusok elleni küzdelmek vették igénybe. 1527-ben visszatért Wittenbergbe, de mivel a goldbergi iskola hanyatlásnak indult, 1531-ben ismét visszahívták az iskola igazgatására.

## A goldbergi iskola
Trotzendorf nem alkotott pedagógiai művet.  Mély vallásosságtól áthatott nevelői egyéniség volt, aki egész életét szakadatlan kötelességteljestésnek szentelte és az iskolában, tanítás közben halt meg o szavakkal: „Ego vero, auditores, punc evocor in aliam scholam“. Trotzendorf jelentősége a goldbergi iskola megszervezésében rejlik. Trotzendornál az iskolázás célja a vallásosságra való nevelés volt. A tanítás előterében a vallástan és a latin nyelv állott, a német nyelv ki volt zárva. Az iskolai gyakorlatban az ókori római köztársaság mintáját elevenítette fel. Konzulok, rétorok, eforusok vitték a felügyeletet és az egész kis római társadalom felett ő mint diktátor uralkodott. Tanítványait egymással versenyeztette,  a kisebbeket a nagyobbakkal taníttatta.
A bennlakással egybekötött intézet tanulóit 6 osztályba ostotta; az osztályok tribusokból álltak és mindegyik élére  egy-egy quaestort állított. Voltak oeconomusok, akik a házirendért, valamint  ephorusok, akik az asztali fegyelmért voltak felelősek. A fegyelmi ügyeket a tanulókból alakult senatus intézte, amely egy consulból, 12 senatorból és 2 censorból állt. Trotzendorf maga  volt a dictator perpetuus. A tanítókat és tanulókat együtt coetusnak hívták. 
Trotzendorf metódusa széles körben elterjedt, tanítványai, akik Európa minden részéből sereglettek hozzá, elvitték módszerét Lengyelországba, Magyarországra és Erdélybe is. Utánozták őt a jezsuiták is. 